# Jean-Jacques Peschard
 (novembre 2011).
Si vous disposez d'ouvrages ou d'articles de référence ou si vous connaissez des sites web de qualité traitant du thème abordé ici, merci de compléter l'article en donnant les références utiles à sa vérifiabilité et en les liant à la section « Notes et références ».
Jean-Jacques Peschard, chirurgien de profession, était un médecin et un homme politique français.
En 1989, il est élu maire du VIIe secteur comprenant les 13e et 14e arrondissements de Marseille. Il est assassiné en janvier 1990. 

## Biographie
Son assassinat au fusil de chasse, le 16 janvier 1990, marque le début de la tourmente pour le maire de Marseille Robert Vigouroux. Peschard, membre du Conseil de l’urbanisme, était très proche du maire. C’est lui qui avait annoncé aux Marseillais la nouvelle de la candidature de Vigouroux aux municipales de 1989. 
Paradoxalement, il connaissait ses assassins : Marcel Long, le chauffeur (qu’il fit bénéficier d’une grâce médicale en 1983, alors que ce dernier était condamné à dix-huit ans de réclusion pour trafic de drogue), et Roger Memmoli, qui appuya sur la détente du fusil de chasse. Il semble que c’est Francis Lubrano[réf. nécessaire], avec qui il avait racheté la Villa des Magnolias à Frais-Vallon, qui ait été l'inspirateur de ses assassins.